# 克里斯蒂娜·雷诺茨
克里斯蒂娜·雷诺茨（德語：Kristina Reynolds，1984年2月18日—），德国女子曲棍球运动员。她曾代表德国参加2008年和2016年夏季奥林匹克运动会曲棍球比赛，其中2016年奥运会获得一枚铜牌。